# Лозинское (сельское поселение)
Лозинское — упразднённое муниципальное образование со статусом сельского поселения в Игринском районе Удмуртии Российской Федерации.
Административный центр — село Лоза. 

## История
В 1922 году в составе  Чутырской волости Сарапульского уезда образован Русско-Лозинский сельский Совет (административный центр село Русская Лоза ). С 1927 по 1937 годы сельский Совет был передан в Як-Бодьинский район, а затем передан в Игринский район.
9 мая 1963 года вышел Указ Президиума Верховного Совета Удмуртской АССР о перенесении центра сельского Совета из села Русская Лоза в посёлок Лоза (образован в 1942 году) и о переименовании Русско-Лозинского сельского Совета в Лозинский сельский Совет. 28 мая 1965 года Указом Президиума Верховного Совета Удмуртской АССР населённые пункты Чутырского сельского Совета: село Русская Лоза, деревня Колюшево, деревня Выжешур переданы в состав Лозинского сельского Совета. 7 апреля 1983 года указом Президиума Верховного Совета УАССР исключена с учёта деревня Колюшево Лозинского сельского Совета. 3 апреля 1985 года указом Президиума Верховного Совета образован Кушьинский сельский Совет, из состава Лозинского сельского Совета отошёл посёлок Кушья. С этого периода в Лозинский сельский Совет входят:
- село Лоза
- село Русская Лоза
- деревня Выжешур

В 1994 году Лозинский сельский Совет переименован в администрацию Лозинского сельского Совета. С 1 января 2002 года Лозинская сельская Администрация – структурное подразделение Администрации Игринского района. 1 декабря 2005 года образовано муниципальное образование «Лозинское».
Статус и границы сельского поселения установлены Законом Удмуртской Республики от 19 ноября 2004 года № 65-РЗ «Об установлении границ муниципальных образований и наделении соответствующим статусом муниципальных образований на территории Игринского района Удмуртской Республики»
К 18 апреля 2021 года упраздняется в связи с преобразованием района в муниципальный округ.

## Население
| 2010 | 2012 | 2013 | 2014 | 2015 | 2016 | 2017 |
| ---- | ---- | ---- | ---- | ---- | ---- | ---- |
| 726  | ↗768 | ↗787 | ↘781 | ↘757 | ↘741 | ↘716 |
| 2018 | 2019 | 2020 |      |      |      |      |
| ↘697 | ↘670 | ↘646 |      |      |      |      |

## Состав сельского поселения
| № | Населённый пункт | Тип населённого пункта       | Население |
| - | ---------------- | ---------------------------- | --------- |
| 1 | Выжешур          | деревня                      | →14       |
| 2 | Лоза             | село, административный центр | ↗617      |
| 3 | Русская Лоза     | село                         | ↗137      |